# Gymnocalycium taningaense
Gymnocalycium taningaense är en kaktusväxtart som beskrevs av Piltz. Gymnocalycium taningaense ingår i släktet Gymnocalycium och familjen kaktusväxter. Inga underarter finns listade i Catalogue of Life.

## Bildgalleri

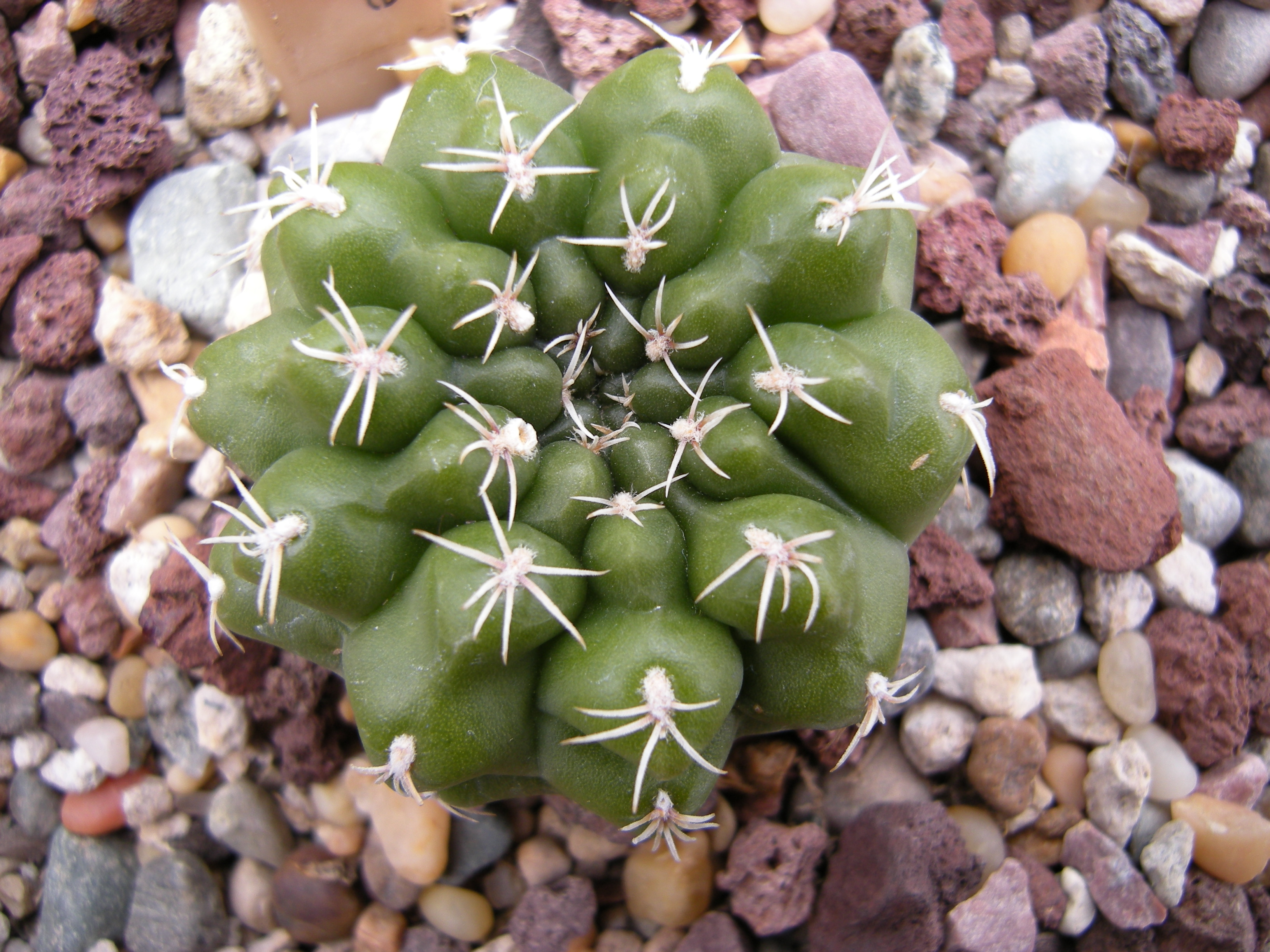
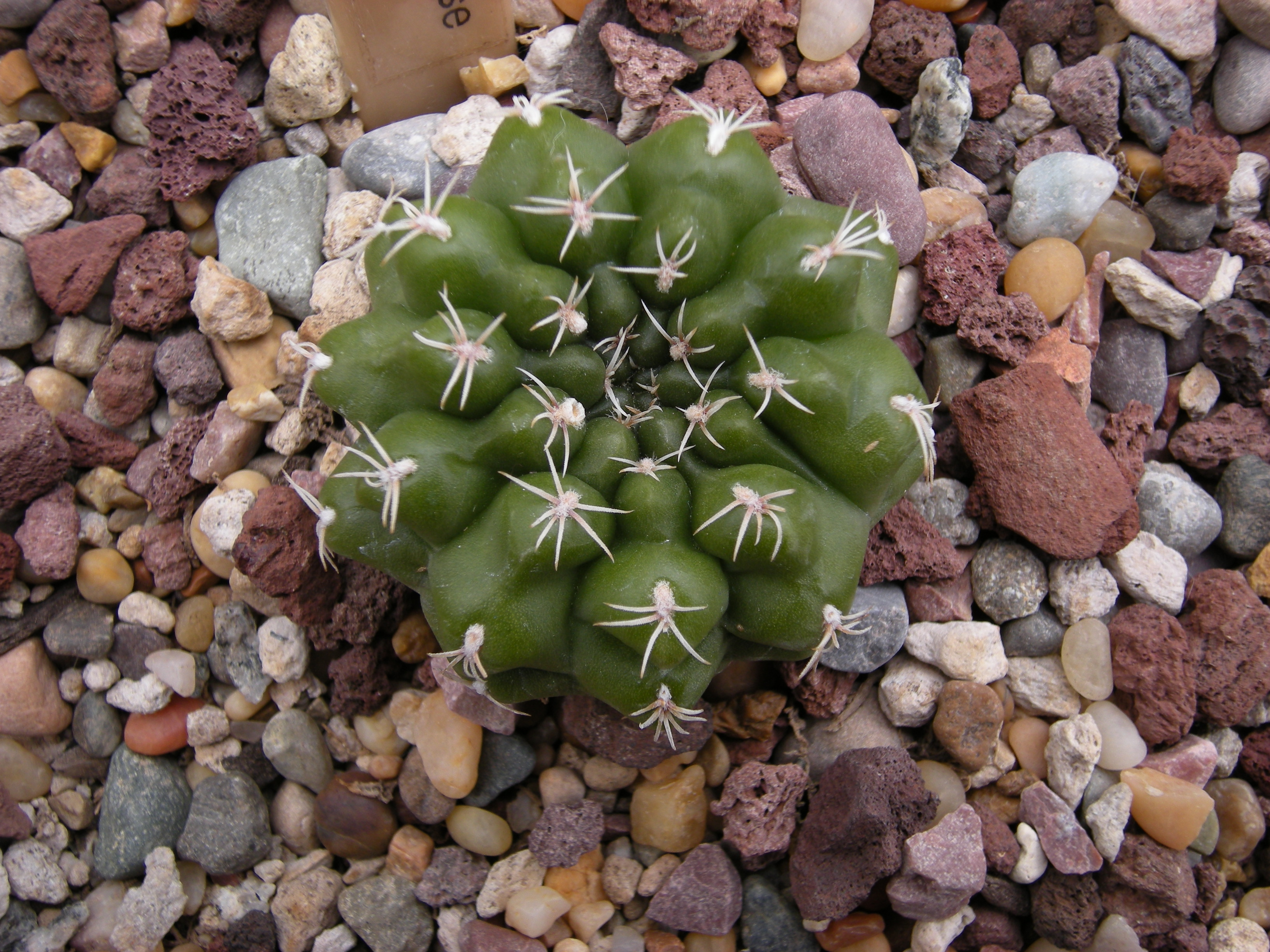